# ニューマドリード郡 (ミズーリ州)
ニューマドリード郡（英: New Madrid County、[njuː ˈmædrɪd]）は、アメリカ合衆国ミズーリ州の南東部、ブートヒール地域に位置する郡である。2010年国勢調査での人口は18,956人であり、2000年の19,760人から4.1％減少した。郡庁所在地はニューマドリード市（人口3,116人）であり、同郡で人口最大の都市でもある。ニューマドリード郡は1812年10月1日に設立され、郡名はかつてこの地域がスペインの支配下にあったことから、マドリードに因んで「ヌエボ・マドリード」と名付けられ、英語化された。
ニューマドリッド地震帯が郡内にあり、1811年から1812年にはニューマドリード地震が続いた。将来にも地震の起きる可能性が強い。

## 歴史
1781年にフランス系カナダ人がニューマドリード郡となった地域に上陸し、現在のニューマドリード市の地に最初の開拓地を設立した。
ニューマドリード郡はミズーリ準州議会第1会期の立法により、1812年10月1日に組織化された。
1811年から1812年に1,000回以上の地震が地域を襲った。このニューマドリード地震はアメリカ合衆国の沈み込み帯ではない地域の地震としては最大のものであり、マグニチュード9.0と推計されている。ミズーリ準州知事ウィリアム・クラークが1814年1月13日に、連邦政府に対して「ニューマドリード住民」の救済を要請した。

## 地理
アメリカ合衆国国勢調査局に拠れば、郡域全面積は698.02平方マイル (1,807.9 km2)であり、このうち陸地678.01平方マイル (1,756.0 km2)、水域は20.01平方マイル (51.8 km2)で水域率は2.87％である。

### 主要高規格道路
- 州間高速道路55号線
- アメリカ国道60号線
- アメリカ国道61号線
- アメリカ国道62号線
- ミズーリ州153号線
- ミズーリ州162号線

### 隣接する郡
- スコット郡 - 北
- ミシシッピ郡 - 北東
- フルトン郡 (ケンタッキー州) - 東
- レイク郡 (テネシー州) - 南東
- ペミスコット郡 - 南
- ダンクリン郡 - 南西
- ストッダード郡 - 北西

## 人口動態
以下は2000年の国勢調査による人口統計データである。
| 基礎データ - 人口: 19,760人 - 世帯数: 7,824 世帯 - 家族数: 5,508 家族 - 人口密度: 11人/km2（29人/mi2） - 住居数: 8,600軒 - 住居密度: 5軒/km2（13軒/mi2） 人種別人口構成 - 白人: 83.21% - アフリカン・アメリカン: 15.36% - ネイティブ・アメリカン: 0.19% - アジア人: 0.14% - 太平洋諸島系: 0.01% - その他の人種: 0.32% - 混血: 0.78% - ヒスパニック・ラテン系: 0.93% 祖先による人口構成 - アメリカ人: 32.4% - アイルランド系: 10.3% - イギリス系: 8.8% - ドイツ系: 8.7% 年齢別人口構成 - 18歳未満: 26.4% - 18-24歳: 8.5% - 25-44歳: 26.4% - 45-64歳: 23.2% - 65歳以上: 15.5% - 年齢の中央値: 37歳 - 性比（女性100人あたり男性の人口） - 総人口: 92.4 - 18歳以上: 86.5 | 世帯と家族（対世帯数） - 18歳未満の子供がいる: 32.8% - 結婚・同居している夫婦: 52.0% - 未婚・離婚・死別女性が世帯主: 14.6% - 非家族世帯: 29.6% - 単身世帯: 26.5% - 65歳以上の老人1人暮らし: 13.2% - 平均構成人数 - 世帯: 2.48人 - 家族: 2.99人 収入と家計 - 収入の中央値 - 世帯: 32,758米ドル - 家族: 39,411米ドル - 性別 - 男性: 28,408米ドル - 女性: 19,186米ドル - 人口1人あたり収入: 17,227米ドル - 貧困線以下 - 対人口: 22.1% - 対家族数: 18.6% - 18歳未満: 31.4% - 65歳以上: 19.2% |

## 教育
ニューマドリード郡の25歳以上の成人の中で63.6％は高校卒以上の学歴があり、9.6％は学士以上の学位を持っている。

### 宗教
2000年宗教データアーカイブ協会郡別信徒報告書に拠れば、ニューマドリード郡は福音主義プロテスタントが最多数を占めるバイブル・ベルトにある。最も多い会派は南部バプテスト連盟の62.86％、続いてローマ・カトリック教会の8.80％、メソジストの7.36％である。

## 都市と町
| - カナルー - カトロン - コンラン - ギデオン - ハワードビル | - ケワニー - リルボーン - マーストン - マシューズ - モアハウス | - ニューマドリード - 郡庁所在地 - ノースリルボーン - パーマ - ポーテージビル - リスコ | - サイクストン - タラプーサ |

## 政治

### 地方
ニューマドリード郡の地方レベルでは民主党が完全に政治を支配しており、郡の選挙で選ばれる役職を独占している。

### 国政
大統領選挙のレベルではかなり二大政党が鎬を削る郡であるが、アフリカ系アメリカ人が多くて貧困層の多いブートヒール地区の郡と同様に、やや民主党支持に傾く傾向にある。2004年のアメリカ合衆国大統領選挙では、ジョージ・W・ブッシュがニューマドリード郡を制したが、2000年ではアル・ゴアが制した。どちらも他の田園部郡に比べて僅差の戦いだった。1992年と1996年はビル・クリントンが2桁以上の得票率差で制した。2008年の選挙では、州内の田園部にある郡と同様、バラク・オバマよりジョン・マケインを選んだ。ただしその票差は他の田園部郡に比べて僅差だった。
ニューマドリード郡は州内の田園部にある郡と同様、社会的にまた文化的に保守的であるが、経済問題についてはディキシークラットに典型的な中道あるいは人民主義的傾向もある。2004年の州民投票では、結婚を男と女の結合として定義する州憲法改正案をニューマドリード郡は83.82％という圧倒的多数で賛成した。州全体でも71％の賛成で可決し、ミズーリ州は同性結婚を禁止する最初の州になった。2006年の州民投票では、胚性幹細胞の研究を予算化し、合法化する憲法改正案が掛けられたが、ニューマドリード郡では56.09％が反対した。州全体では51%の賛成と辛うじて改正が成立し、胚性幹細胞の研究を最初に認めた州の1つになった。郡民は伝統的に社会問題に保守的であるが、最低賃金の増加のような人民主義的施策は支持する傾向にある。やはり2006年の州民投票で最低賃金を時間あたり6.50ドルに増やす命題については、ニューマドリード郡では75.66％が支持した。この命題は州内のどの郡でも支持され、78.99％が賛成した。

#### 2008年大統領予備選挙
2008年の大統領予備選挙で、ニューマドリード郡は二大政党の候補者をどちらも州全体と全国で二位に終わった者を選んだ。民主党の予備選挙ではヒラリー・クリントンが1位となり、さらに共和党予備選挙で投じられた総票数よりも多かった。